# Alen Omić
Alen Omić (Tuzla, Bosnia y Herzegovina, 6 de mayo de 1992) es un jugador de baloncesto esloveno, de origen bosnio, que milita en el KK Budućnost Podgorica de la Erste Liga. Con 2,16 metros de altura, juega en la posición de pívot.

## Trayectoria

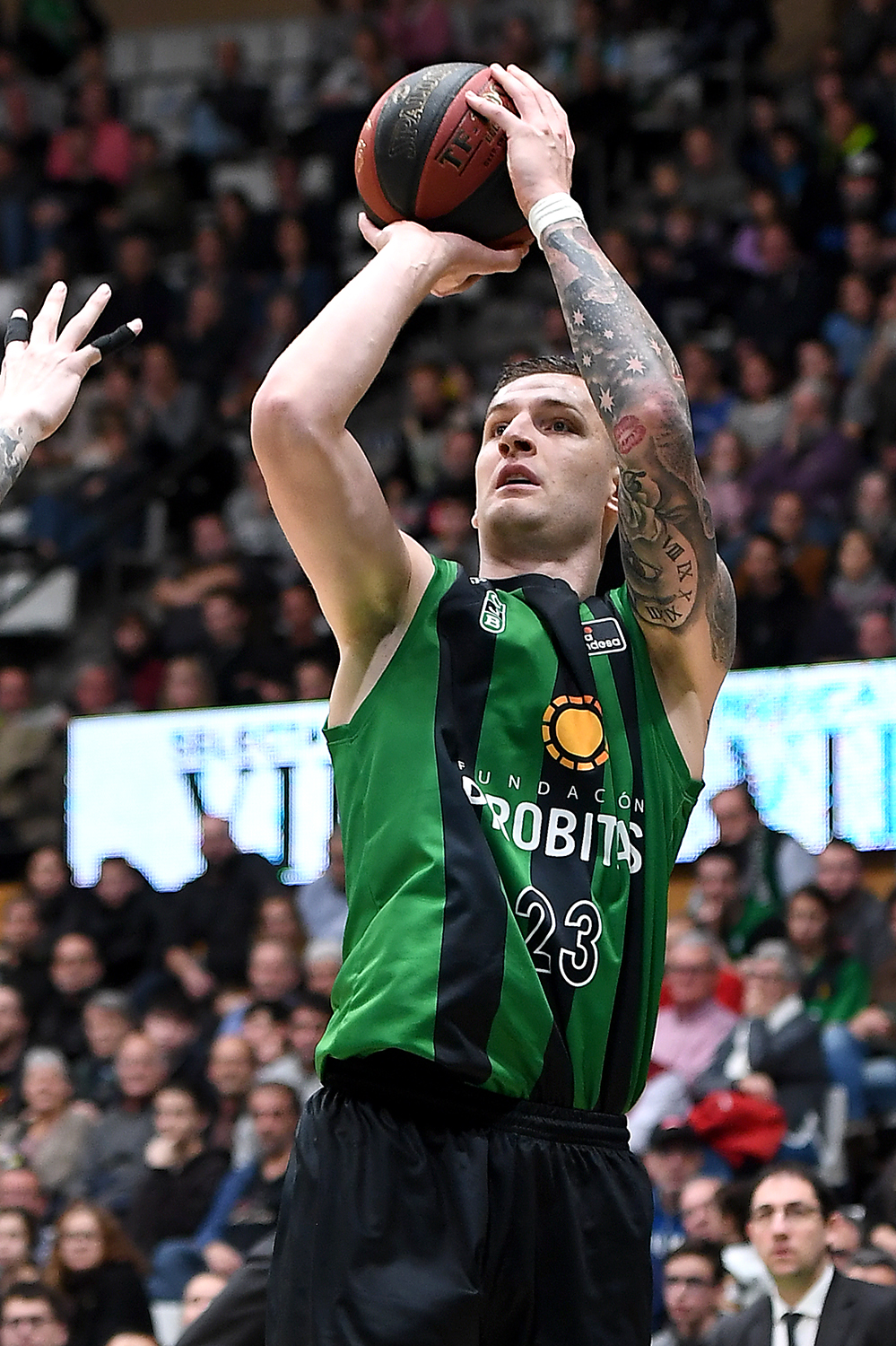
Omić con Badalona en 2019.

Nacido en Bosnia se formó en la cantera del KK Zlatorog Laško para después dar el salto al Union Olimpija de Ljubljana en 2012 con el que ha ganado la Copa de 2013, la Supercopa de 2014 y ha sido dos veces finalista de Liga (2014 y 2015).
Jugó durante 3 temporadas en el KK Union Olimpija. En la última temporada, disputó la Eurocup y la Liga Adriática, donde coincidió con el escolta finés Sasu Salin. Con el conjunto balcánico, Omic promedió 11.9 puntos, 6.9 rebotes y 1.2 asistencias para 16.2 de valoración en la competición europea.
En julio de 2015 refuerza el juego interior de Herbalife Gran Canaria hasta final de temporada, tras la marcha a la NBA de Walter Tavares.
En enero de 2017, llega al Unicaja en calidad de cedido desde el Anadolu Efes hasta el final de la temporada 2016/17.
El 22 de noviembre de 2021, firma por el KK Cedevita Olimpija de la ABA Liga.
El 3 de agosto de 2023, se anuncia su fichaje por los GuangXi Weizhuang Rhino de la NBL china.
El 6 de noviembre de 2023, se anuncia su fichaje por una temporada con Metropolitans 92 de la LNB Pro A.
El 8 de febrero de 2024, el KK Cedevita Olimpija de la ABA Liga anuncia el fichaje del interior esloveno. Sería la tercera vez que jugaría para este club histórico de los balcanes.
El 6 de octubre de 2024 firma por el KK Budućnost de Montenegro.

## Selección nacional
Ha sido internacional con la Selección de baloncesto de Eslovenia. Disputó el Mundial de España en 2014, concretamente en la sede de Gran Canaria, donde cuajó un buen torneo con la selección de Eslovenia a nivel individual y colectivo. También disputó el Eurobasket 2015.